# Leda (thần thoại)

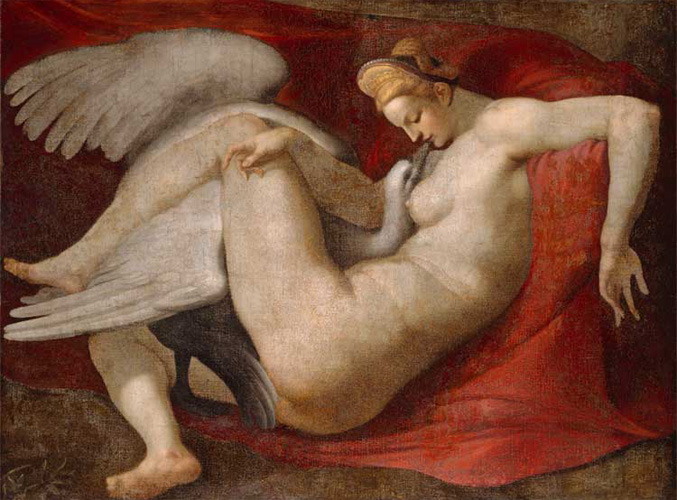
Leda và Thiên nga, tranh chép thế kỷ 16 theo bức tranh bị mất được vẽ bởi Michelangelo

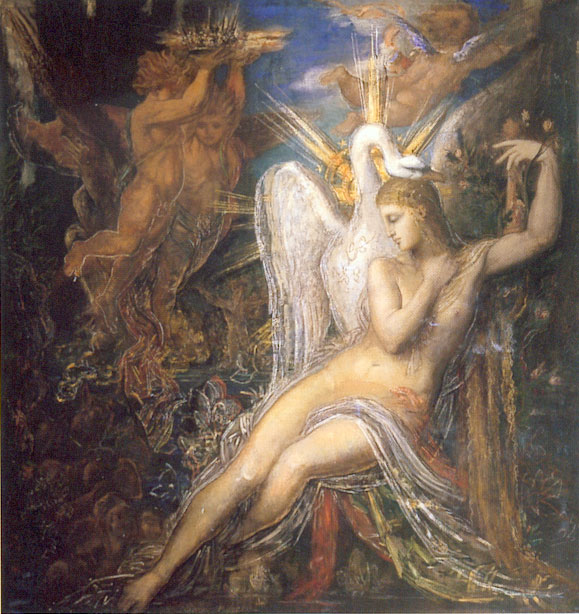
Leda, vẽ bởi Gustave Moreau

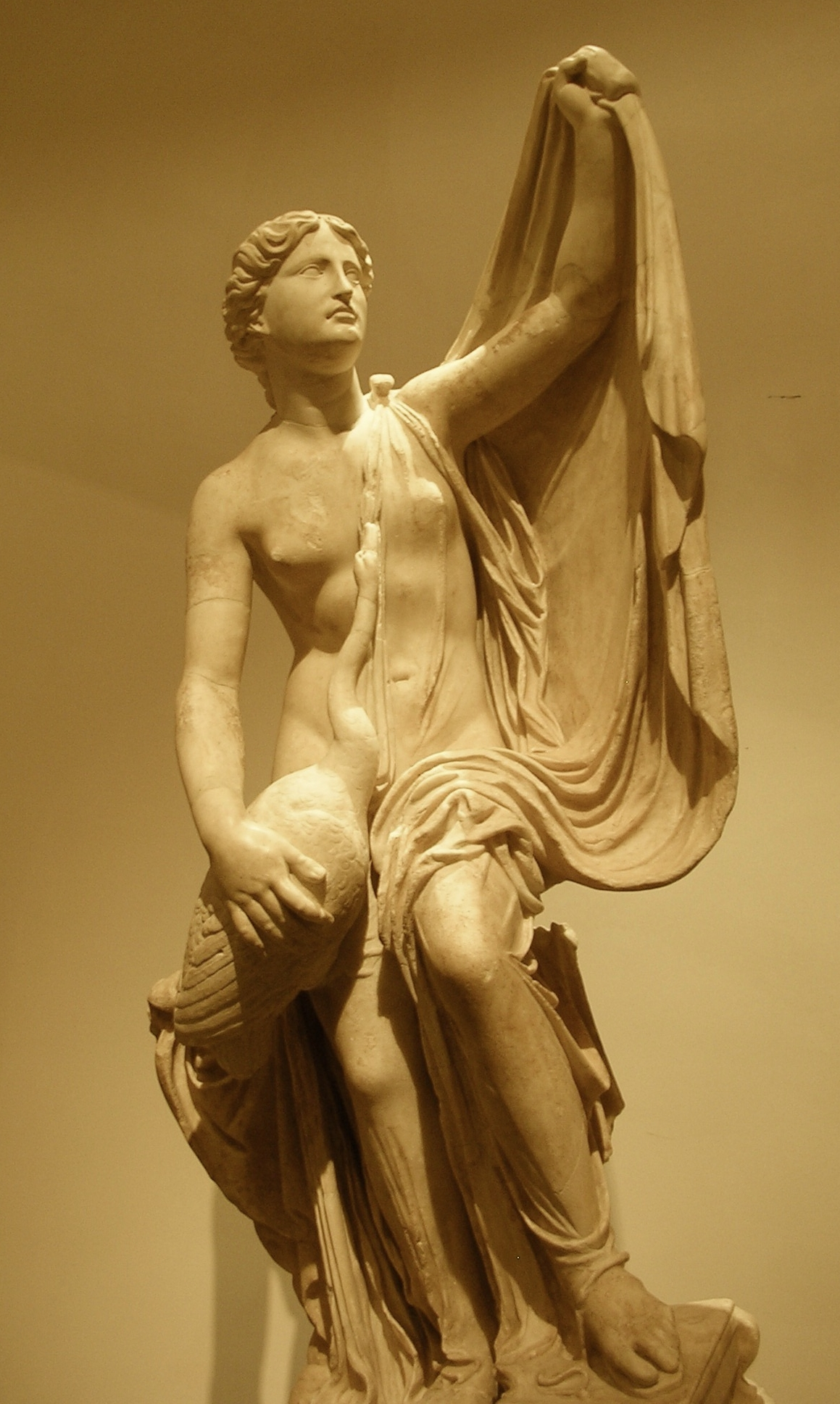
Leda và Thiên nga, một bức tranh La Mã được phục hồi, có lẽ theo bức tượng tạc bởi Timotheus (Museo del Prado)

Trong thần thoại Hy Lạp, Leda (/ˈliːdə, ˈleɪ-/; tiếng Hy Lạp cổ: Λήδα [lɛ͜ɛ́da͜a]) là một công chúa Aetolia đã trở thành hoàng hậu xứ Spartan. Huyền thoại về cô đã làm nổi lên phong cách phổ biến trong thời Phục hưng và nghệ thuật sau này Leda và Thiên nga.
Leda là người vợ của Tyndareus – vua xứ Sparta. Nàng nổi tiếng có một vẻ đẹp nghiêng nước nghiêng thành nên cũng khó tránh khỏi việc lọt vào mắt xanh của thần Zeus.
Nhưng ai trong chúng ta cũng đều biết Hera là vợ ông - một người rất dễ nổi nóng khi ông để mắt đến 1 ai khác. Zeus bèn nghĩ ra kế hóa thành thiên nga, nhân lúc Leda không để ý, ông lao tới cưỡng bức cô (một số người nói rằng ông quyến rũ cô).
Cuối cùng Leda đã mang bầu và hạ sinh ra một quả trứng (vì khi cưỡng hiếp cô Zeus ở trong thân thể của một con thiên nga) quả trứng nở ra cặp song sinh Castor và Polydeuc.
Ngoài ra thần thoại cũng cho biết Helen là con của Leda với Zeus, và vua Tyndareus chỉ là cha của Clytemnestra.

## Thần thoại
Leda được thần Zeus ngưỡng mộ, ông đã quyến rũ cô dưới lốt một con thiên nga. Là một con thiên nga, Zeus rơi vào vòng tay của mình để bảo vệ khỏi một con đại bàng đang theo đuổi. Đêm tân hôn của họ, vào cùng một đêm với Leda, cùng với chồng Tyndareus, đã tạo ra hai quả trứng nở ra Helen (sau này gọi là "Helen của Troy"), Clytemnestra, Castor và Pollux (còn gọi là Dioscuri). Những đứa trẻ là con cháu của Tyndareus, vị vua tử thần, và là của Zeus và do đó một nửa bất tử, không nhất quán giữa các tài liệu ghi chép, cũng không phải là đứa trẻ nở từ đó trứng. Sự phân chia này hầu như luôn luôn là một nửa sự chết chóc, một nửa thần thánh, mặc dù mối quan hệ này không phải lúc nào cũng phản ánh mối quan hệ di sản của trẻ. Castor và Pollux đôi khi chết chóc, đôi khi cả thần thánh. Một điểm nhất quán là nếu chỉ có một trong số đó là bất tử, đó là Pollux. Nó cũng luôn luôn nói rằng Helen là con gái của Zeus.
Trong Iliad của Homer, Helen nhìn xuống từ các bức tường Troy và thắc mắc tại sao cô không nhìn thấy những người anh em của mình trong số những người Achaea. Người kể chuyện nhận xét rằng cả hai đã chết và bị chôn ở quê hương của Lacedaemon, do đó cho thấy rằng ít nhất trong truyền thống Homeric, cả hai đều là chết chóc.
Một câu chuyện khác của huyền thoại nói rằng Nemesis (Νέμεσις) là mẹ của Helen, và cũng có mang với thần Zeus dưới lốt một con thiên nga. Một người chăn cừu tìm thấy quả trứng và đưa cho Leda, người cẩn thận giữ nó trong ngực cho đến khi trứng nở. Khi trứng nở, Leda đã nhận Helen làm con gái cô. Zeus cũng kỷ niệm sự ra đời của Helen bằng cách tạo ra chòm sao Cygnus (Κύκνος), chòm sao Thiên Nga, trên bầu trời.